# 赫克拉 (蒙大拿州)
赫克拉（英語：Hecla）是位於美國蒙大拿州比弗黑德縣的鬼鎮。

## 歷史
赫克拉的郵局於1881年設立，其後於1914年停運。

## 地理
赫克拉所處的海拔為高於海平面2655米（即8711英呎），而該地所採用的時區為UTC-7，即北美山地時區（MST）。同時該地設有夏令時間，為UTC-7調快一小時，即UTC-6（MDT）。